# Bandy Kiki
Bandy Kiki, de son vrai nom Emily Kinaka Banadzem née le 20 février 1991 à Jakiri est une blogueuse, activiste LGBTQ+ et entrepreneure camerounaise basée au Royaume-Uni. 
Créatrice de Kinnaka's Blog, un blog connu surtout au Cameroun, elle est une figure controversée en raison de ses opinions politiques, de son orientation sexuelle et de son activisme pour les droits des personnes LGBTQ+.

## Biographie
Bandy Kiki de son nom de naissance Emily Kinaka Banadzem est née le 20 février 1991 à Jakiri au Nord-Ouest du Cameroun.
Kiki entame sa carrière au Royaume-Uni, en tant que blogueuse pour le blog Kinnaka's Blog dont elle est l'initiatrice. Elle y parle de divertissement, de mode et des affaires. Son blog devient très vite l'un des plus fréquentés en particulier par les Camerounais anglophones. Ceci lui vaut en 2016 une nomination parmi les 50 jeunes camerounais de moins de 40 ans les plus influents par Avance Media, CELBMD Africa et ses partenaires. Et en 2017, elle est nommée pour le prix du meilleur blogueur africain de l'année par AWA. Elle est la fondatrice de Kikum Consulting un cabinet de conseil en marketing et image de marque.
Bandy Kiki milite également pour les droits des personnes LGBTQ+. Elle utilise son influence et ses plateformes sur les réseaux sociaux pour sensibiliser aux injustices auxquelles la communauté LGBTQ+ est confrontée au Cameroun. Elle est porte-parole de Rainbow Equality Hub, une ONG qui soutient les personnes  LGBTQ+ au Cameroun. Dans une interview en mai 2017, elle annonce s'impliquer dans la Fondation Gay in Africa aux côtés d'Irène Major. Bandy Kiki est aussi la directrice de l'organisation Living Free UK qui soutient les personnes LGBTQ+ africains, les demandeurs d'asile et les réfugiés.

## Harcèlement homophobe
Bandy Kiki subit de nombreux abus en ligne. En 2017, elle est critiquée pour son article controversé à la suite des manifestations de Cameroun courant 2016-2017. Elle fait par exemple objet de propagande affirmant qu'elle est séropositive et qu'elle est un agent du gouvernement camerounais qui tente de saboter la crise en cours. Une affirmation que Kiki réfute et en réponse publie un article intitulé Un ennemi de la liberté d'expression est un ennemi de la liberté. 
Elle est quotidiennement critiquée pour sa défense des droits des personnes LGBTQ+ au Cameroun, et particulièrement après s'être identifiée publiquement comme lesbienne. Elle fait l'objet de nombreux menaces de mort et de viol. Le producteur de films Agbor Gilbert Ebot soutient par exemple à son égard : « … Si je t'attrape, pour le Cameroun, je vais te 'violer' bien bien pour que le démon du lesbianisme s'en aille de ton corps… ».